# امامزاده (گنجه)

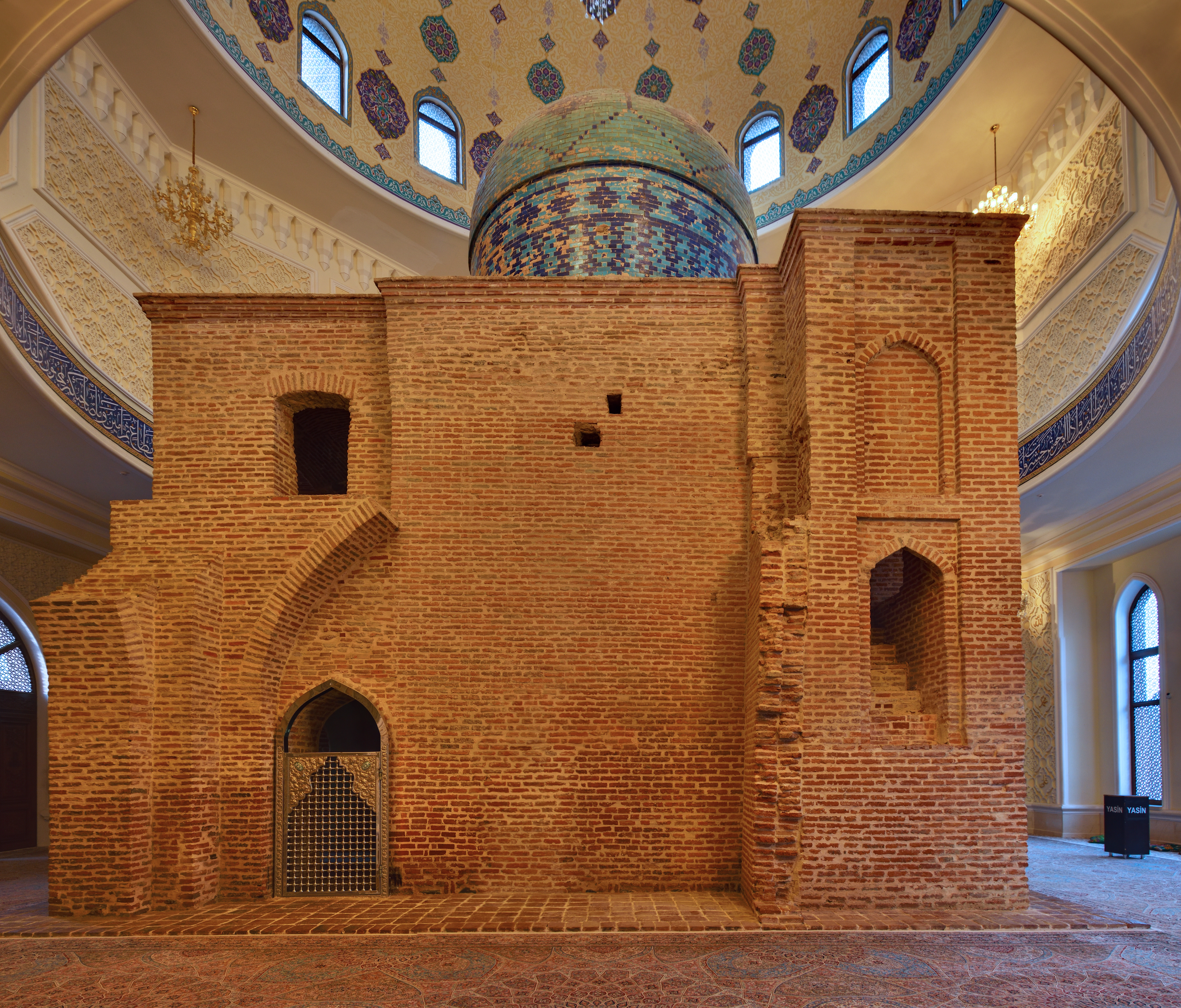
امامزاده (گنجه)

امامزاده (ترکی آذربایجانی: İmamzadə türbəsi) نام مقبره‌ای در ۷ کیلومتری شمال شهر گنجه است که گفته می‌شود محل دفن یکی از فرزندان محمد باقر است.